# Entephria leucocyanata
Entephria leucocyanata är en fjärilsart som beskrevs av Hans Reisser 1937. Entephria leucocyanata ingår i släktet Entephria och familjen mätare. Inga underarter finns listade i Catalogue of Life.